# Ley de Estabilización Económica de Urgencia de 2008

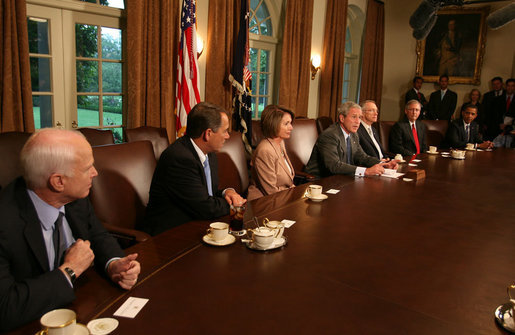
Bush se reúne con miembros del congreso, incluyendo los candidatos McCain y Obama, para discutir el plan de rescate original de Paulson, 25 de septiembre.

La Ley de Estabilización Económica de Urgencia de 2008 (llamado también Plan de rescate financiero de Estados Unidos) es una ley de carácter intervencionista que autoriza al Secretario del Tesoro estadounidense a gastar 700 mil millones de dólares de dinero público para la compra de activos basura, especialmente títulos respaldados por hipotecas, a los bancos nacionales para salvarlos de la quiebra. La ley fue propuesta por el presidente George W. Bush y el Secretario del Tesoro Henry Paulson durante la crisis de liquidez de septiembre de 2008, causada por la crisis de las hipotecas subprime primero rechazada por el congreso, modificada y posteriormente aprobada.
Los proponentes del plan sostienen que esta ley, así como las anteriores adquisiciones e inyecciones de liquidez que hizo el gobierno estadounidense ese septiembre y que implicó una intervención en el mercado sin precedentes en la historia del capitalismo estadounidense, algo que era vital para evitar una mayor erosión de la confianza en el mercado de crédito estadounidenses y que no actuar podría llevar a una depresión económica. Los oponentes lo consideran un coste desproporcionado, señalan las encuestas que mostraron el descontento ciudadano de desviar dinero público para rescatar los bancos de inversión de Wall Street, así como que no tomaron en consideración las alternativas y que el Senado sólo trata de forzar la aprobación de la modificada pero impopular versión del plan de rescate a través de la Cámara de Representantes
El público en general aceptó renuentemente que “los contribuyentes tendrán que proveer la cubierta”..” no podemos volver a la depresión de los 30”. (ver cita anterior)

## Proceso de aprobación
La propuesta original era un proyecto de ley de tres páginas, denominado Programa de Alivio de Activos Problemáticos, presentado a la Cámara de Representantes estadounidense. El objetivo del plan era adquirir activos basura, reducir la incertidumbre sobre el valor de los activos restantes y restablecer la confianza en los mercados de crédito. El texto del proyecto de ley se amplió a 110 páginas y fue presentado como una enmienda a otro plan existente H.R. 3997 (enlace roto disponible en Internet Archive; véase el historial, la primera versión y la última).. La enmienda fue rechazada a través de una votación de la Cámara de Representantes el 29 de septiembre de 2008, por un margen de 228 a 205.
Siguiendo ese rechazo, el índice Dow Jones cayó sobre 777 puntos en un solo día, la caída más grande en la historia de esa institución, lo que representó una pérdida nominal de mil doscientos millones de dólares en el valor de las acciones. Algunas empresas financieras (por ejemplo, S & P y el índice NASDAQ) perdieron sobre el 8% de su valor, la peor desde el Lunes negro (1987) y el temor que los bancos no podrían cubrir sus obligaciones se generalizó, llevando a que las tasas de Interés de los préstamos entre bancos llegaran a superar en un 3.58%; al interés pagado por préstamos otorgados por el Departamento del Tesoro de los Estados Unidos. El día fue descrito como en el cual las inversiones fueron aplastadas.
Dos días después, 1 de octubre de 2008, el Senado debatió, modificó y votó una enmienda al HR 1424, que sustituyó una versión revisada del acta de Estabilización Económica de Urgencia de 2008 para el lenguaje de la HR 1424. El Senado aceptó la enmienda y aprobó entero el proyecto de ley enmendado con 74 a favor y 25 en contra. El proyecto de ley HR1424, se envió a la Cámara para su examen y el 3 de octubre, la Cámara la aprobó (263 a 171) convirtiendo el proyecto de ley en ley, tras lo cual rápidamente fue firmado por Bush.

## TARP
TARP es el programa de alivio de activos problemáticos. El director del programa es James Lambright; además preside un comité que llega a reunirse hasta cinco veces a la semana para examinar cada acuerdo.
Las inyecciones de capital para descongelar los mercados de crèdito y estabilizar a las empresas han hecho que el gobierno se haya inmiscuido en los asuntos de los bancos de inversión, las aseguradoras y las automotrices.
En octubre de 2008, el gobierno de EE. UU. otorgó los préstamos: ocho grandes instituciones recibieron inyecciones de capital por $165 000 millones. Entre las condiciones del préstamo había límites a las remuneraciones de los ejecutivos: las bonificaciones no pueden representar más de un tercio del pago anual total para los que más ganan en las empresas que reciben dinero gubernamental; hay un límite de $500 000 en los salarios de las firmas que reciben ayuda del Estado. Además, recibió derechos de compra de acciones a un precio convenido. Antes de devolver el dinero del gobierno, el gobierno evaluará las "pruebas de resistencia" financiera: la capacidad de los bancos para seguir otorgando créditos durante una recesión.
Hasta el momento Estados Unidos ha destinado cerca de $2,48 billones para la estabilización de las compañías financieras y el rescate de las automotrices locales. Esto no incluye los costos de los préstamos de capital de trabajo para General Motors Corp. y Chrysler LLC o el nuevo programa de garantía de autos del gobierno anunciado el lunes.
Entre las críticas al plan es la de Goldman Sachs que objeta al límite en las remuneraciones a ejecutivos impuesto entre las condiciones para otorgar los créditos por el gobierno de Estados Unidos. Lloyd Blankfein, el presidente ejecutivo de Goldman Sachs, dijo que los bancos necesitaban libertad para devolver los préstamos que -en su opinión- el gobierno "les obligó" a aceptar en octubre. Añadió que esto y otros factores limitarán la capacidad de competir en EE. UU. y en el extranjero. Cabe notar que numerosas empresas tanto financieras como industriales, incluyendo los accionistas de Goldman Sachs, solicitaron esos préstamos.
Adicionalmente, y a pesar de esa aparente renuencia a aceptar la ayuda estatal, se debe mencionar que Goldman Sachs en general y Lloyd Blankfein en particular se cuentan entre los que más se beneficiaron de la misma, la empresa recibiendo, por ejemplo, doce mil novecientos millones de dólares esos fondos como compensación por lo que AIG - empresa de seguros- les debía antes de entrar a quiebra. -monto que de otra manera habría representado una pérdida total para la empresa- y que Lloyd Blankfein distribuyó sobre dos tercios de los préstamos estatales como bonos entre él y el resto de los gerentes. Se calcula incluso que distribuyó en tales bonos un total de catorce mil millones de dólares habiendo recibido solo doce mil millones en préstamos directos.
Finalmente se debe recordar que Goldman Sach es una de las empresas que ha sido más responsabilizada por la situación, alegándose que creó los sistemas financieros más “tóxicos” beneficiándose no solo en la venta de esos instrumentos sino también al hacer “una apuesta” -venta corta- de que fallarían sabiendo que lo harían, lo que ha llevado a acusaciones de fraude contra la empresa.

## Resumen

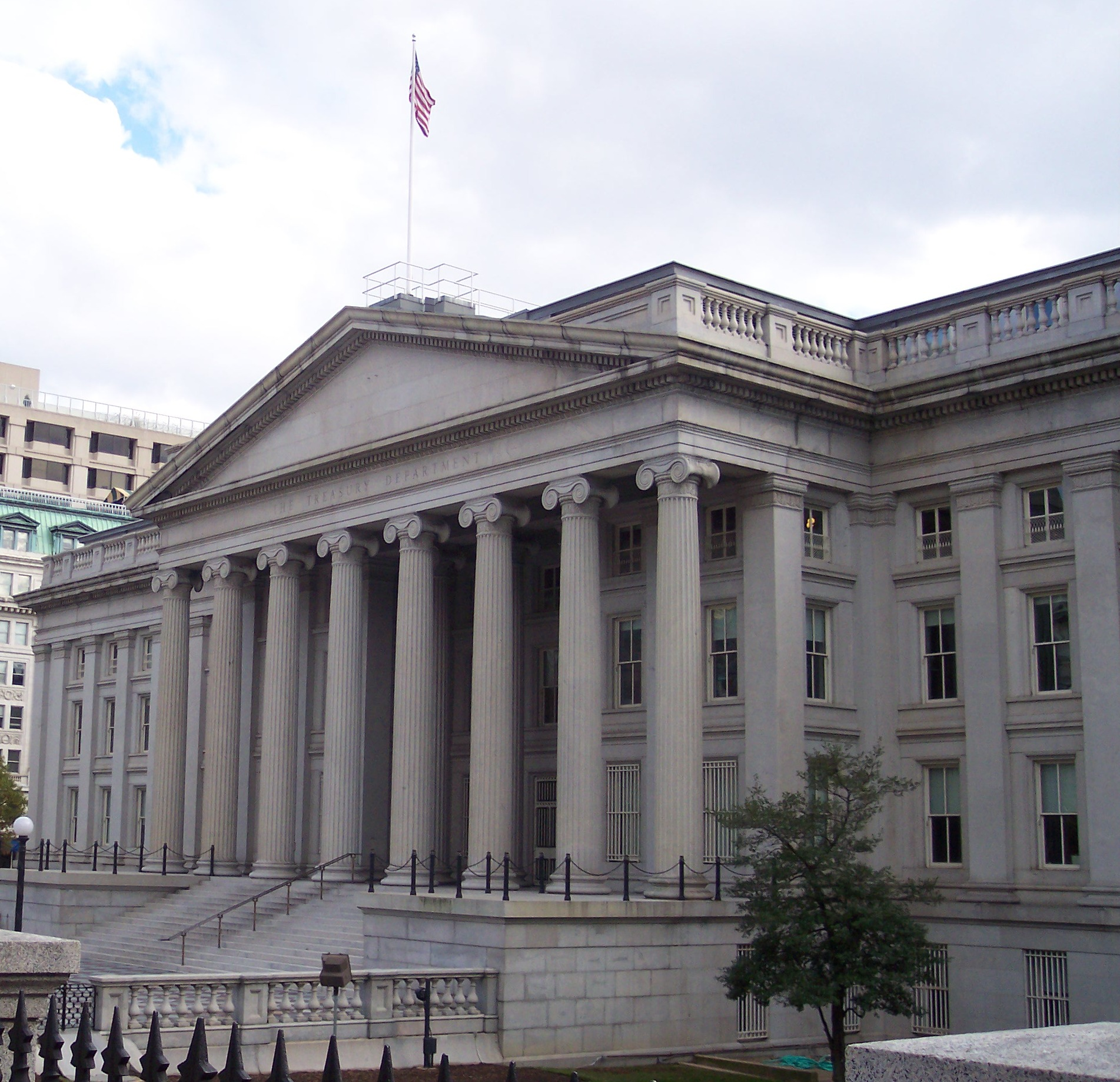
Sede del departamento del Tesoro de los Estados Unidos

- El departamento del Tesoro tendrá a su disposición un máximo de 700.000 millones de dólares para comprar deuda de mala calidad a bancos, planes de pensiones y gobiernos locales.
- De ellos, podrá usar 250.000 millones inmediatamente y otros 100.000 millones si el presidente de Estados Unidos, George W. Bush, determina que los necesita.
- El Congreso podría retener los otros 350.000 millones si no estuviera satisfecho con el desempeño del programa.
- Los contribuyentes recibirán derechos de compra de acciones (warrants), con lo que se beneficiarán si las empresas que reciben la ayuda se recuperan.
- El Gobierno limitará los ingresos de los directivos de las compañías participantes en el programa. Los jefes de empresas fallidas no podrán recibir beneficios multimillonarios cuando son despedidos, los cuales se conocen en el argot financiero estadounidense como "paracaídas dorado".
- Se eleva de 100.000 a 250.000 dólares la garantía que se aplica a los depósitos de los clientes cuando una entidad se ve abocada al cierre o a la quiebra. Esa medida tiene por objeto mantener la confianza en el sistema bancario y evitar la fuga de dinero de una entidad a otra.
- Millones de contribuyentes con ingresos medios se beneficiarán de la exención a la llamada ´Tasa Mínima Alternativa´, una norma que, en general, implica impuestos más elevados.
- Habrá desgravaciones fiscales y otros incentivos para las empresas o particulares que inviertan en energías renovables, como plantas solares o eólicas, o en la compra de coches eléctricos o híbridos.
- La Comisión de Valores podrá prohibir la práctica conocida como mark to market, que permite a las entidades asignar a un bien el valor de mercado.